# Liste der Bodendenkmale in Helvesiek
In der Liste der Bodendenkmale in Helvesiek sind alle Bodendenkmale der niedersächsischen Gemeinde Helvesiek aufgelistet. Die Quelle ist der Denkmalatlas Niedersachsen. 
Der Stand der Liste ist der 28. November 2024.
Allgemein

Helvesiek im Landkreis Rotenburg (Wümme)

In den Spalten finden sich folgende Informationen des Bodendenkmales:
Lagegeographische Koordinaten
BezeichnungBezeichnung lt. Denkmalatlas
BeschreibungBeschreibung lt. Denkmalatlas
IDObjekt-ID
BildBild, ggf. zusätzlich mit Link zu weiteren Fotos im Medienarchiv Wikimedia Commons.

## Helvesiek
| Lage                        | Bezeichnung              | Beschreibung | ID       | Bild |
| --------------------------- | ------------------------ | --- | -------- | ---- |
| 53° 12′ 35″ N, 9° 30′ 42″ O | Helvesiek 44, Grabhügel  | Oval, Dm. 19 × 13 m, H. 1 m. Rand nach Norden deutlich abgesetzt, nach Südwesten auslaufend. | 28996311 | BW   |
| 53° 12′ 35″ N, 9° 30′ 40″ O | Helvesiek 45, Grabhügel  | Durchmesser ca. 12 m und Höhe ca. 1,5 m. Rund, gleichmäßig gewölbt, Rand deutlich abgesetzt. Im Zentrum eine muldenförmige Eingrabung von 3 m Dm. und 0,3 – 0,4 m T. Kaninchenbaue.                                                                          | 28996312 | BW   |
| 53° 14′ 0″ N, 9° 31′ 6″ O   | Helvesiek 56, Grabhügel  | Durchmesser ca. 10 m und Höhe ca. 0,3 m.Annähernd rund, Nord-Rand von Graben angeschnitten. Im Zentrum großer alter Tierbau. | 28996677 | BW   |
| 53° 12′ 26″ N, 9° 30′ 27″ O | Helvesiek 76, Grabhügel  | Durchmesser ca. 16 m und Höhe ca. 1,3 m. Rand abgesetzt. Ebenmäßig gewölbt, schwache Eindellungen. Im Zentrum alte, verwaschene Eingrabung und Grabeneinschnitt nach Norden.                                                                                 | 28997329 | BW   |
| 53° 12′ 31″ N, 9° 30′ 15″ O | Helvesiek 77, Grabhügel  | Durchmesser ca. 10 m und Höhe ca. 0,4 m. Rand im Südwesten noch deutlich sichtbar, nach Südosten zu einer eingetieften alten Wegespur abfallend, sonst allmählich auslaufend.                                                                                | 28997330 | BW   |
| 53° 12′ 33″ N, 9° 30′ 11″ O | Helvesiek 132, Grabhügel | Länglich-oval; Dm. 19 × 13 m, H. 0,8 m. Rand deutlich abgesetzt, besonders nach Norden, nach Südosten auslaufend. Im Zentrum (Südwest-Teil) muldenförmige Eintiefung von 1,5 × 1,5 m mit anschließendem Graben in östliche Richtung von 2 m L. und 0,5 m Br. | 28998085 | BW   |